# 28 Korpus Strzelecki (ZSRR)
28 Korpus Strzelecki (ros. 28-й стрелковый корпус) – wyższy związek taktyczny Armii Czerwonej z okresu II wojny światowej.
Po ataku wojsk III Rzeszy i jej satelitów bronił od 22 czerwca 1941 terytorium ZSRR w składzie 4 Armii. 
W 1945 roku razem z 15 Korpusem Strzeleckim i 106 Korpusem Strzeleckim wchodził w skład 60 Armii. W czasie walk na ziemiach polskich 28 KS dowodził gen. mjr Michaił Ozimin. Oddziały korpusu uczestniczyły m.in. w ofensywie Armii Czerwonej rozpoczętej 12 stycznia 1945 roku, biorąc udział w przełamaniu niemieckich fortyfikacji Stellung a2. W walkach z armią niemiecką w rejonie Bochni uczestniczył 28 KS wraz z 15 KS. Ze wspomnianych korpusów na cmentarzu w Bochni pochowanych zostało 662 czerwonoarmistów poległych w walkach o miasto.

## Dowódcy korpusu
- gen. mjr Wasilij Popow[1]
- gen. mjr Michaił Ozimin[5]

## Struktura organizacyjna
Skład 22 czerwca 1941:
- 6 Dywizja Strzelecka,
- 42 Dywizja Strzelecka,
- 49 Dywizja Strzelecka,
- 75 Dywizja Strzelecka oraz 447 korpuśny pułk artylerii, 455 korpuśny pułk artylerii, 28 samodzielna korpuśna eskadra lotnicza, 298 samodzielny batalion łączności, 235 batalion saperów i 12 samodzielny dywizjon artylerii przeciwlotniczej.

Skład 1 czerwca 1944:
- 107 Dywizja Strzelecka,
- 140 Dywizja Strzelecka,
- 246 Dywizja Strzelecka.

Skład w styczniu 1945:
- 9 Dywizja Strzelecka
- 107 Dywizja Strzelecka
- 302 Dywizja Strzelecka

Skład 1 maja 1945:
- 100 Lwowska Dywizja Strzelecka
- 246 Szumska Dywizja Strzelecka